# Endless Computer
Endless Mobile, Inc. — разработчик операционной системы Endless OS на базе Linux. Компания была основана в 2011 году.

## История
Endless был основан в мае 2011 года в Сан-Франциско, штате Калифорния Мэтью Далио и Марсело Сампайо. В первые три года компания сосредоточилась на разработке полевых исследований в Росинхе, крупнейшей фавеле в Рио-де-Жанейро, Бразилия, а также в Гватемале.
В апреле 2015 года компания была запущена для широкой общественности в рамках кампании на платформе Kickstarter. Он привлёк 176 538 долл. США с 1041 сторонником менее, чем за 30 дней.
В ноябре 2015 года Endless начал продавать компьютеры в магазинах Claro в Гватемале. До этого продукт продавался в собственных киосках. В январе 2016 года ознаменовал запуск Endless Mini, белого сферического ПК размером с грейпфрут стоимостью 79 и 99 долларов.

## Продукты

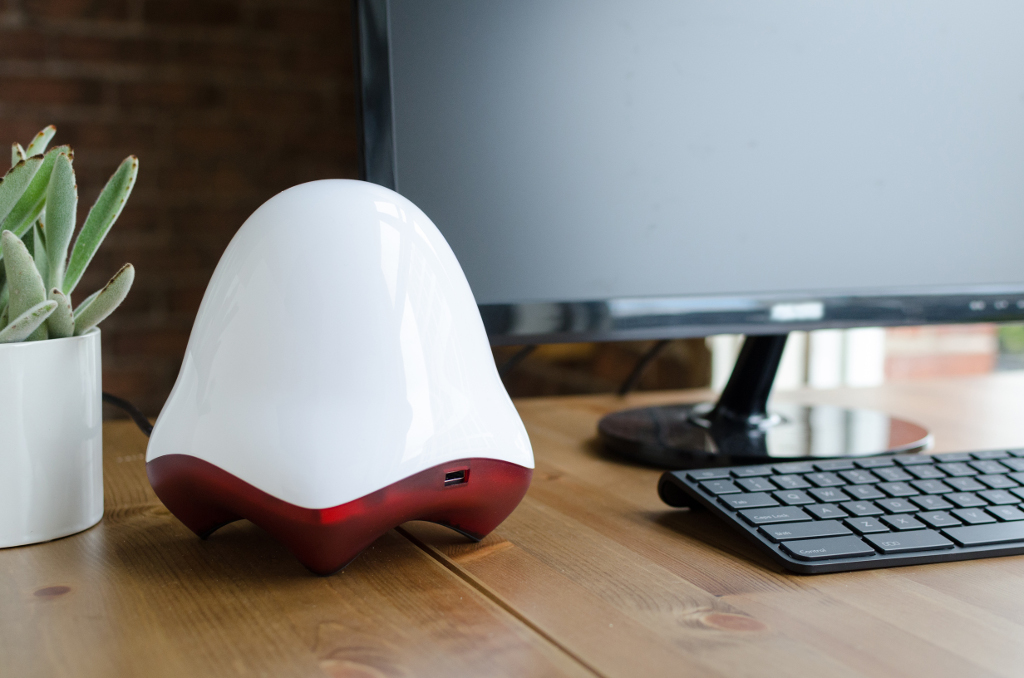
Endless Computer

### Оборудование
Согласно спецификациям, найденным в их интернет-магазине, будет несколько моделей, основанных либо на процессорах Intel Celeron N2807 (Mission and Endless), либо на четырёхъядерном процессоре AMLogic S805 Cortex A5 ARM (Mission Mini и Endless Mini).

### Программное обеспечение
Endless OS — дистрибутив Linux на основе Debian. Дистрибутив скомпилирован поверх ядра Linux и других технологий с открытым исходным кодом (Chromium, GNOME, GRUB, GTK+, PulseAudio, Rufus, systemd, X.org, Yelp и многие другие). В отличие от большинства дистрибутивов Linux, Endless OS использует корневую файловую систему только для чтения, управляемую OSTree и Flatpak для получения и обновления приложений. Пользовательский интерфейс основан на сильно модифицированной среде рабочего стола GNOME. Endless Computers публикует свои компоненты FOSS и форки на GitHub. Первым публичным релизом стала Endless OS 2.1.0 в июле 2014 года. В середине декабря 2017 года была выпущена Endless OS 3.3.6. Последней версией Endless OS является версия 4.

## Награды
По данным Reviewed.com, показав Endless Mini на выставке CES 2016 в Лас-Вегасе, штате Невада, компания Endless Computer была награждена наградой CES Editors' Choice.
TechSpot заявил, что Endless Mini является одним из лучших устройств, продемонстрированных на Mobile World Congress 2016.

## Преимущества и недостатки
Блог PCWorld заявил, что Endless Computer может быть полезен для областей с ограниченным доступом к Интернету, поскольку он поставляется с предустановленным большим количеством полезного программного обеспечения и контента, но для пользователей, которые имеют лёгкий доступ к Интернету, есть альтернативы, которые значительно более мощные или значительно дешевле.